# エドゥアルド・カルヴァーリョ
エドゥアルド・ドス・レイス・カルヴァーリョ（Eduardo dos Reis Carvalho、1982年9月19日 - ）は、ポルトガル・ミランデラ出身の元サッカー選手。元ポルトガル代表。現役時代のポジションはGK。

## 経歴

### クラブ
SCブラガの下部組織の出身だが、キム、パウロ・サントスの影に隠れ、23歳までリザーブチームでの生活を強いられた。飛躍のきっかけとなったのは、2007-2008シーズンのタッサ・ダ・リーガであり、当時レンタルで所属していたヴィトーリアFCの優勝に貢献し、大会MVPに輝いた。
2010年にはアーセナルFCへの移籍も噂されたが、7月8日にマルコ・アメリアをACミランに放出していたジェノアCFCへ完全移籍した。ジェノアは移籍金450万ユーロを支払って保有権の75%を獲得している。
ジェノアでは37試合に出場し、レギュラーとしてプレー。失点こそ前シーズンに比べて減少（61→47）したもののチームは10位に終わり、さらに時折無謀な飛び出しが目立ったために首脳陣の信頼を得ることはできなかった。2011-12シーズンは3年ぶりのUEFAヨーロッパリーグ出場権獲得を目指し、ACFフィオレンティーナからセバスティアン・フレイを獲得。構想外となり、SLベンフィカへレンタル移籍し母国に復帰した。しかし、前年にSCブラガの正GKとしてUEFAヨーロッパリーグで準優勝したアルトゥール・モラエスの控えに甘んじ出場機会はなかった。
2012年より、トルコのイスタンブールBBでプレーする。
2014年6月27日、クロアチアのディナモ・ザグレブに移籍した。
2016年8月25日、チェルシーFCに移籍した。ティボ・クルトワ、アスミル・ベゴヴィッチに次ぐ第3GKとして加入した。2016-2017シーズンは出場機会は無かったが、2017年5月23日に契約を1年間延長した。
2018年7月6日、フィテッセに出場機会を求めてレンタル移籍した。
2019年、ブラガに復帰。2019-20シーズン終了後に現役引退を表明した。

### 代表
前述のセトゥーバルでの活躍は当時のルイス・フェリペ・スコラーリポルトガル代表監督も注目していたが、EURO2008のエントリーメンバーには選ばれなかった。2008-09シーズンからはブラガに復帰し、ポルトガル代表にも招集されるようになる。当初はリカルド・ペレイラに代わって定位置を確保したキムの控えだったが、2010 FIFAワールドカップ・ヨーロッパ予選序盤戦ではキムの不安定なプレーが続き、2009年3月28日のスウェーデン戦からスタメンで起用されて以降、好パフォーマンスを披露。ボスニア・ヘルツェゴビナとのプレーオフでも2試合通じて無失点に抑え、2010 FIFAワールドカップ本大会進出に貢献した。その後、ベト、ジョゼ・モレイラ、ダニエル・フェルナンデス、エンリケ・イラーリオ等との激しい争いの末、代表メンバーに選出され更に正GKを任される。本大会では4試合で1失点と奮闘したものの、チームは決勝トーナメント1回戦でスペインに敗れ、ベスト16に終わった。
2011年に入るとルイ・パトリシオに定位置を譲るようになっている。
2014 FIFAワールドカップのメンバーに選出された。自身はパトリシオ、ベトに次ぐ3番手であったが、第3戦のガーナ戦で後半44分からベトと交代してピッチに入り、チームの勝利に貢献した。

## 代表歴

### 出場大会
- ポルトガル代表
  - 2010 FIFAワールドカップ
  - 2014 FIFAワールドカップ

### 試合数
- 国際Aマッチ 36試合 0得点（2009年-2016年）[7]

| ポルトガル代表 | 国際Aマッチ | 国際Aマッチ |
| 年             | 出場        | 得点        |
| -------------- | ----------- | ----------- |
| 2009           | 11          | 0           |
| 2010           | 13          | 0           |
| 2011           | 3           | 0           |
| 2012           | 2           | 0           |
| 2013           | 2           | 0           |
| 2014           | 4           | 0           |
| 2015           | 0           | 0           |
| 2016           | 1           | 0           |
| 通算           | 36          | 0           |

## タイトル
ヴィトーリア・セトゥーバル
- タッサ・ダ・リーガ : 2007-08

ブラガ
- UEFAインタートトカップ : 2008

ベンフィカ
- タッサ・ダ・リーガ : 2011-12

ディナモ・ザグレブ
- プルヴァHNL : 2014-15, 2015-16
- フルヴァツキ・ノゴメトニ・クプ : 2014-15, 2015-16

チェルシーFC
- FAカップ : 2017-18